# La procesión del Rocío
La procesión del Rocío és un poema simfònic que va escriure Joaquín Turina l'any 1912 a París. L'obra va ser estrenada el 30 de març de 1913 al Teatro Real de Madrid per Enrique Fernández Arbós, dedicatari de la peça, dirigint l'Orquestra Simfònica de Madrid. Existeix una versió per a piano realitzada pel mateix compositor entre el 6 i el 10 de juny de 1913. Aquesta va ser venuda a l'editor Rouart, Lerolle & Cie el 14 de juny de 1913 per 50 francs. Ricardo Villa va fer un arranjament per Banda simfònica i va ser estrenada el 6 de març de 1914 a càrrec de la Banda Municipal de Madrid.

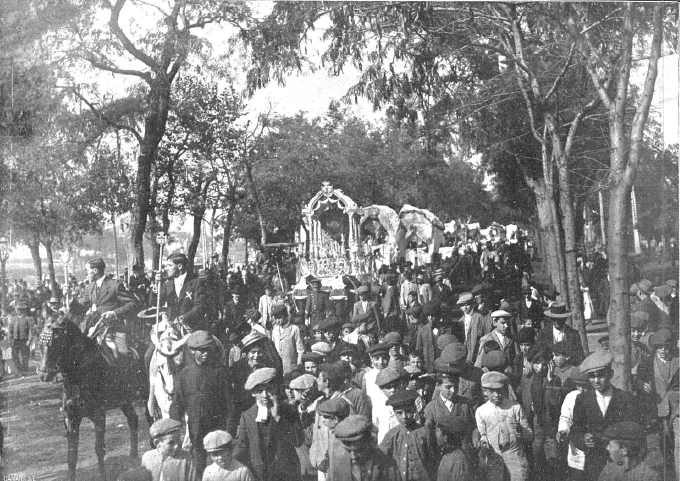
Processó en honor de la Verge del Rocío al barri sevillà de Triana, el 1912.

## Orquestració
| Instruments de vent de fusta                                                                                                  | Instruments de vent-metall                                | Instruments de percussió                                                                                     | Instruments de corda                                              |
| --- | --------------------------------------------------------- | --- | ----------------------------------------------------------------- |
| - Flautí - 2 flautes - 2 Oboès - Corn anglès - 2 Clarinets en si bemoll - Clarinet baix en si bemoll - 2 Fagots - Contrafagot | - 4 Trompes en Fa - 3 Trompetes en do - 3 Trombons - Tuba | - Timbales en sol, si i re - Bombo - Caixa - Plat - Triangle - Pandereta - Campanes tubulars en sol, la i re | - 2 arpes - Violins (I i II) - Violes - Violoncels - Contrabaixos |

## Estructura
A la primera pàgina de la partitura Turina adjunta la següent descripció programàtica:
| «                                        | (francès) Tous les ans au mois de Juin, la Procesion del Rocio (de la Rosée) à laquelles prennent part, dans leus carrosses, les plus grandes familles de la ville, fait son entrée à Triana en l'honneur de la Vierge dont on promène l'étendard en musique au milieu d'une brillante cavalcade, sur un char d'argent traîné par des boefs. Triana est en fête: des "soleares" succèdent aux séguédilles, un ivrogne entonne un "garrotin", mais les airs de danse sont interrompus par l'arrivée de la Procesion qu'annonce un joueur de flûte et de tambour, le thème religieux, plusieurs fois exposé, éclate triomphalment, mêlé aux accents de la Marche Royale et au bruit des cloches sonnant à toute volée. Les danses et les chants de fêtes reprenent alors, mais leur rumeur ne tarde pas à décroître jusqu'à s'éteindre complètement. | (català) Cada any, al mes de juny, la Processó del Rocío, en la que hi participen totes les famílies més importants de la ciutat, fa la seva entrada a Triana en honor de la Verge, el seu estendard desfila amb música de bandes en mig d'una brillant cavalcada, sobre un carro de plata tirat per bous. Tota Triana està de festa: les "soleás" se succeeixen per "seguidillas", però els aires de dansa són perturbats per un borratxo que encén petards causant confusió. Aviat arriba la Processó, anunciada per un flautista i un tambor: el tema religiós, exposat diverses vegades, esclata triumfalment, mesclat amb els accents de la Marxa Reial i el soroll de les campanes sonant amb força. Es reprenen els cants i les danses, però la seva remor no triga a decréixer fins apagar-se per complet. | » |
| — Joaquín Turina, Comentari sobre l'obra | | |   |

La durada de la peça, que consta de dos moviments, és d'entre 8 i 9 minuts. Tot i que l'obra va ser escrita en dos moviments la idea del compositor és que s'interpreti sense pausa entre ells.

### Triana en fiesta
El primer moviment de l'obra és lleuger i divertit i consta de 151 compassos. Turina va utilitzar les danses espanyoles soleà i seguidilla per reforçar la idea de festivitat. La soleà és un palo o cante flamenc i apareix a l'inici de la peça alternant els compassos de 3/4 i 6/8. La seguidilla també és una dansa andalusa. La seva particularitat és que se sol interpretar usant una mètrica ternària amb tempo ràpid i alternant línies melòdiques curtes i llargues. Ambdues danses són alegres i clarament reflecteixen les influències espanyoles i seràn temes recurrents al llarg de la composició. Com Turina menciona a la descripció inicial de l'obra, hi apareix un home begut que encén focs artificials i interromp la festa. La seva aparació en aquest primer moviment és mitjançant la creació del tema "del borratxo" i també apareixerà diverses vegades. Algunes fonts indiquen que aquest tema podria haver sigut inspirat per una altra dansa flamenca anomenada garrotín, tot i així, Turina no en fa cap menció a la seva descripció. Després d'un llarg crescendo, una corneta introdueix un tema sonor i "balandrejant".
Aquest moviment tan particular comença en Sol Major i té la indicació Allegro vivo. Aquesta indicació de tempo predomina al llarg de tot el primer moviment amb algunes excepcions. L'ús que es fa de diversos modes frigis és degut a l'estret lligam que tenen amb la música flamenca i els trobem presents en tota la composició. Harmònicament segueix les tradicionals progressions d'acords i, de tant en tant, hi afegeix petits girs harmònics típics del flamenc, com per exemple: I - V - III - bemoll II - I. La interpretació d'aquest moviment demana a la secció de vent fusta un staccato àgil i passatges ràpids. També compta amb diversos solos.

### La procesión
Aquest segon moviment marca l'inici de la "processó del Rocío" i té 184 compassos. Com s'ha comentat anteriorment no hi ha pausa entre moviments. El compositor tira lleugerament el tempo enrere passant a un Allegretto mosso. També canvia el compàs a 2/4. Turina inclourà tres idees temàtiques noves. Per marcar l'inici de la processió utilitzarà un bordó dels metalls i tambors. Seguidament un solo de flauta introdueix el tema processional. Aquest és seguit de prop per un càlid i exuberant tema religiós interpretat pel vent metall més greu. Per marcar el final de la processó Turina usa el repic de les campanes de l'església i l'al·lusió de l'himne d'Espanya per part de les trompetes. El compositor també fa ús de les danses del primer moviment per mostrar la celebració que es duu a terme a l'acabament de la processó. Finalment crea la impressió que la processó s'esvaeix a la distància utilitzant una instrumentació dispersa.
Aquest moviment requereix per part de les flautes un bon domini tècnic de l'instrument. El tema processional és complèx rítmicament i s'ha d'interpretar com si fos un cançó popular. La tonalitat inicial d'aquest segon moviment és Do Major, però tornarà a Sol Major per a conclure la peça.

## Transcripcions
- Per a piano a quatre mans per CH. Jacques Lerolle
- Per banda, de Ricardo Villa, director de la Banda Municipal de Madrid, 1913.
- Transcripció per banda de Joan Lamote de Grignon, 1947.[1]
- Transcripció per banda de Alfred Reed, 1962.[4]

## Enregistraments

### Orquestra
- Bamberger Symphoniker, dir. Antonio de Almeida - RCA Victor RD 60895 (8'20) - 1992
- Orquesta de Conciertos de Madrid, dir. Odón Alonso - Disky EX 701652 (9'15) - 1992/1997
- Orquesta de Conciertos de Madrid, dir. Odón Alonso - EMI (Classics) 7243 5 62927 2 (9'15) - 1958/2004
- Orquesta de Conciertos de Madrid, dir. Odón Alonso - GME 220 (9'15) - 1958/1990
- Orquesta Nacional de España, dir. Ataúlfo Argenta - Almaviva DS-0128 (a) (10'25) - 1954/1999
- Orquesta Nacional de España, dir. Ataúlfo Argenta - Columbia WD 71984 (8'45) - 1960/1988
- London Philarmonic Orchestra, dir. Enrique Bátiz - IMG Records IMGCD 1608 - 1982
- Orquesta Filarmónica de la Ciudad de Méjico, dir. Enrique Bátiz ASV CD DCA 735 (7'28) - 1990
- Orquesta Sinfónica de Castilla y León, dir. Max Bragado Darman - Naxos 8.555955 (9'05) - 2002
- Orquesta Sinfónica de Madrid, dir. Enrique Fernández Arbós - VAI Audio VAIA 1046 (6'54) - 1929/1993
- Orquesta Sinfónica de Madrid, dir. Enrique Fernández Arbós - A&B Master Record 94-VI (6'54) - 1929/1994
- Cincinati Symphony Orchestra, Jesús López Cobos - Telarc DSD CD 80574 (8'37) - 2001
- Hamburger Symphoniker, dir. Miguel A. Gómez-Martínez - MDG DG Gold 329 0744-2 (9'30) 1997.

### Piano
- Lourdes Ramírez - Amati AMI 9404/1 (8'57) - 1996
- Antonio Soria - Edicions Albert Moraleda 6460 (9'11) - 1998